# Neomochtherus maikovskii
Neomochtherus maikovskii är en tvåvingeart som beskrevs av Pavel Lehr 1958. Neomochtherus maikovskii ingår i släktet Neomochtherus och familjen rovflugor. Inga underarter finns listade i Catalogue of Life.